# حسین شاه‌حسینی
حسین شاه‌حسینی (۱ اسفند ۱۳۰۶ – ۳ دی ۱۳۹۶) عضو شورای مرکزی جبهه ملی ایران از اعضای هیئت رهبری
جبهه ملی ایران و از بنیانگذاران و اعضای ارشد شورای ملی-مذهبی بود.
وی در دولت موقت ایران، معاون مهندس مهدی بازرگان بود. او نخستین رئیس سازمان تربیت بدنی و رئیس کمیته ملی المپیک پس از انقلاب بوده‌است.

## تحصیلات
حسین شاه‌حسینی فرزند شیخ زین‌العابدین نوری شاه‌حسینی بود. حسین شاه‌حسینی تحصیلات دوره متوسطه را در مدرسه یگانه در سرچشمه تهران و زیر نظر معلمانی سیاسی مانند محمد نخشب، سرفراز، شکیب و رضایی، صفاپور گذراند. بعد از آن به دلیل فعالیت‌های سیاسی از دبیرستان‌های علمیه و دارالفنون اخراج شد و به هنرستان رفت. او بعد از فارغ‌التحصیلی در هنرستان هنرسرای عالی در رشته شیمی مشغول به تحصیل می‌گردد. او در شرح داستان تحصیلات عالی خود در مصاحبه با سایت تاریخ ایرانی چنین می‌گوید:
در مصاحبه‌هایی که با شما انجام شده نوشته‌اند دانشجوی شیمی دانشگاه تهران بودید.
من در هنرسرای عالی در رشته شیمی تحصیل می‌کردم. چون دیپلم فنی داشتم دو سالی در هنرسرای عالی بودم و حتی پس از ۲۸ مرداد هم مشغول تحصیل بودم. هنرسرای عالی در انتهای خیابان سوم اسفند بود، آنجا هنوز دانشسرای عالی تشکیل نشده بود. البته بعداً هنرسرای عالی ضمیمه دانشگاه تهران شد و به دانشکده علوم پیوست که رشته شیمی آلی هم در ذیل آن بود. من پس از کودتای ۲۸ مرداد در جلسات کمیته دانشگاهی نهضت مقاومت ملی شرکت می‌کردم که احمد سلامتیان، قنادیان و برلیان حضور داشتند که عباس شیبانی، حسن حبیبی و بنی‌صدر هم اضافه شدند.
شما هم همراه دانشجویان هنرسرای عالی به دانشکده علوم منتقل شدید؟

من دانشجوی دانشکده علوم دانشگاه تهران نشدم چون وقتی دانشجویان رشته شیمی را به دانشکده علوم منتقل کردند، در زندان بودم. من هم جزء دانشجویان تظاهرکننده در ۱۶ آذر ۳۲ و عضو کمیته مرکزی هماهنگ‌کننده آن حرکت بودم که پس از آن ما را بازداشت کردند و پس از آزادی وقتی به هنرسرای عالی مراجعه کردم به من گفتند آقا اینجا دیگر اصلاً تعطیل شده (با خنده)، خنده‌ام گرفت، گفتم چطور شده؟ گفتند رشته شما را بردند به دانشکده علوم، به آنجا بروید. رفتم دانشکده علوم گفتند هنوز تکلیفتان معلوم نیست، بروید تا ببینیم چه می‌شود؟ پس از آن هم درگیر کارهای سیاسی شدم. بعد از انقلاب همه آنهایی که محکومیتی داشتند رفتند و پیگیر مسائلشان شدند، من که رفتم دانشکده علوم گفتند همان موقع از آنهایی که از هنرسرای عالی آورده بودند، یک امتحان می‌گرفتند، چون شما شیمی رنگ بلد بودید، باید از شما امتحان شیمی آلی می‌گرفتند، همه دوستان شما قبول شدند، ولی اسم شما اصلاً آن موقع در فهرست دانشجویان نبود. گفتم بله زندان بودم، گفتند دیگر موضوع منتفی است، الان هم نمی‌شود از شما امتحان بگیرند، دیگر زمانش گذشته و هر چه هم کوشش کردیم زیر بار نرفتند و من تحصیلاتم همان موقع متوقف شد که شد که شد، دیگر نتوانستم ادامه تحصیل بدهم.

## فعالیتهای سیاسی(نهضت ملی شدن نفتونهضت مقاومت ملی)
نخستین فعالیت او در کنار پدرش و در جلسات شیخ زین العابدین شاه حسینی و در دیدار با آیت‌الله کاشانی صورت می‌گیرد و همراهی پدر باعث آشنایی او با سیاست می‌گردد. این فعالیت‌ها مصادف می‌گردد با تشکیل «سازمان نظارت بر آزادی انتخابات» توسط دکتر مصدق و نمایندگانی از مجلس پانزدهم مثل حسین مکی، مظفر بقایی و حائری‌زاده. بعد از آن عمده فعالیت او به عنوان سمپات حزب زحمتکشان در حمایت از میلیون می‌گذرد و با تشکیل جبهه ملی ادامه تلاش‌های شاه حسینی در این سازمان صرف می‌گردد.
پس از کودتای ۲۸ مرداد او به همراه صدر الحفاضی، سید ابوالفضل زنجانی، عطایی، محمد نخشب از نخستین فعالان و بنیان‌گذاران نهضت مقاومت ملی بودند. همین فعالیت‌ها باعث شد که پس از چند بار دستگیری از دانشگاه اخراج گردد.

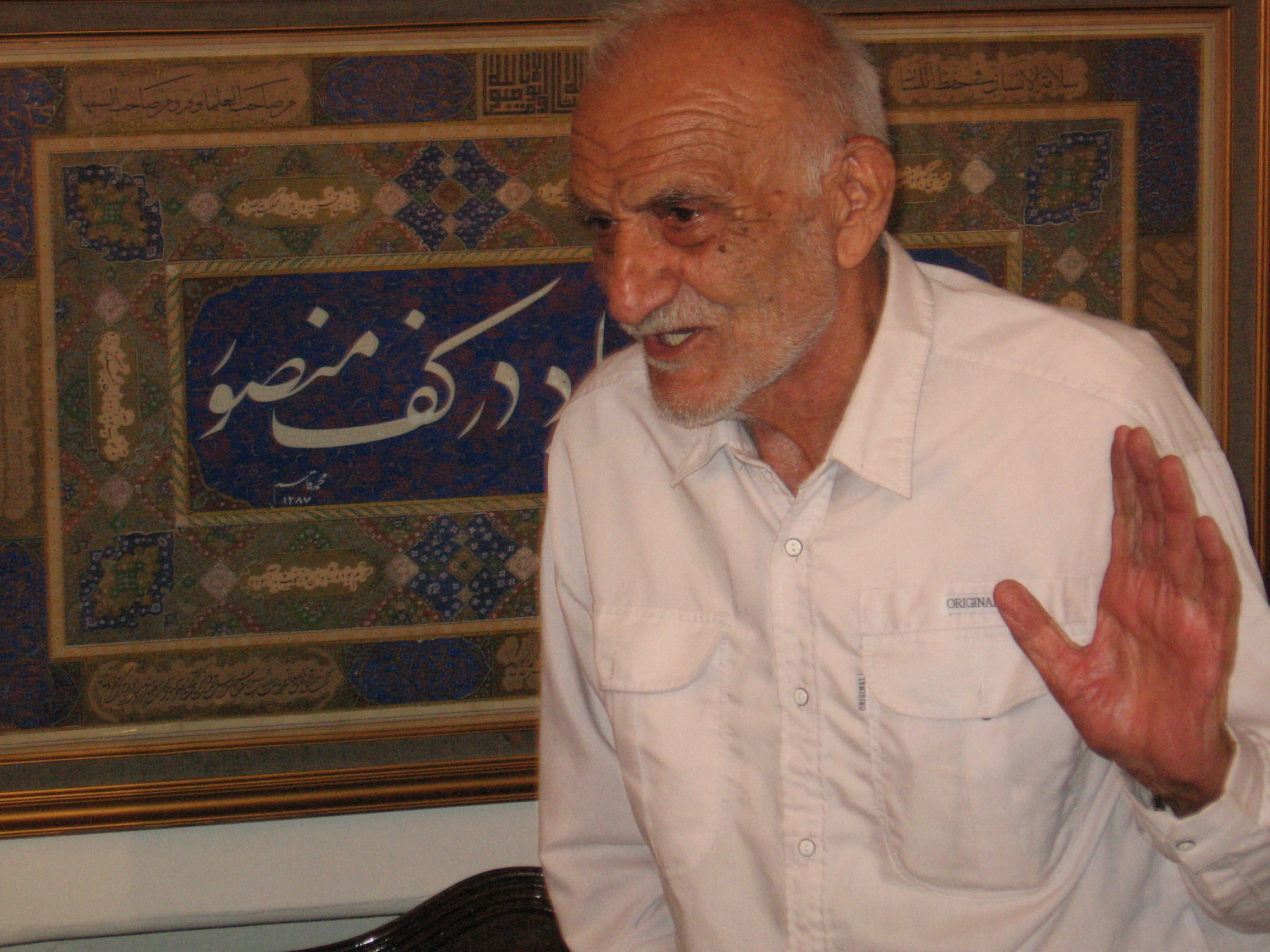

## جبهه ملی ایران
آشنایی شاه‌حسینی با چهره‌هایی چون سید محمود طالقانی، کریم سنجابی، ادیب برومند و مهدی بازرگان در دوران فعالیت جبهه ملی دوم سبب گردید تا شاه‌حسینی در جریان انقلاب اسلامی ایران، در دولت موقت به ریاست مهندس بازرگان (نخست‌وزیر)، سمت معاونت نخست‌وزیری را برعهده گیرد.

او تا زمان رجایی مسوولیت ریاست سازمان تربیت بدنی و کمیته ملی المپیک را بر عهده داشت.
او جزء منتخبان برای شرکت در کنگره جبهه ملی دوم (جبهه ملی ایران) بود و از سوی اعضای کنگره جهت عضویت در شورای مرکزی انتخاب می‌گردد. بعد از ان همواره جزء اعضای شورای مرکزی جبهه ملی ایران بود.
پس از آزادی رهبران دستگیرشده جبهه ملی در سال ۱۳۶۴ جلسه شورای مرکزی جبهه ملی ایران در منزل وی برگزار گردید.
شاه حسینی در سال ۱۳۷۳ با آغاز مجدد فعالیت‌های جبهه ملی ایران به ریاست ادیب برومند در شورای مرکزی حضوری دوباره یافت و تا سال ۱۳۷۹ جزء هیئت اجرایی موقت جبهه ملی ایران بود. او مجدداً از سوی مشترکان در پلنوم ۱۳۸۲ به عضویت در شورای مرکزی انتخاب گردید. شاه حسینی تا سال ۱۳۹۴ نایب رئیس شورای مرکزی جبهه ملی (به ریاست ادیب برومند) بود. وی در واپسین انتخابات شورای مرکزی به عضویت هیئت رهبری جبهه ملی (به همراه ادیب برومند و داوود هرمیداس باوند، علی رشیدی، مرتضی بدیعی) انتخاب شدو تا پایان عمر در این سمت باقی ماند.

## عضویت در شورایملی-مذهبی
او همچنین از آغاز فعالیت شورای ملی مذهبی به دعوت مهندس سحابی به عضویت این شورا درآمده و تا پایان عمر از اعضای ارشد این شورا بود.

## کتاب‌ها
- آن سوی خاطره‌ها - نشر صمدیه - ۱۳۸۸-(شابک ‎۹۷۸-۹۶۴-۵۷۹۰-۶۶-۸)
- هفتاد سال پایداری- نشر چاپخش - به کوشش امیر طیرانی - ۱۳۹۴